# Václav Stratil (filolog)
Václav Stratil (6. září 1911 Odrlice – 9. dubna 1993 Olomouc) byl český vysokoškolský profesor, klasický filolog a spisovatel duchovní literatury.

## Život
Středoškolské vzdělání získal na reálném gymnáziu v Litovli, kde v roce 1931 maturoval. Dále složil doplňující maturitu z řečtiny v roce 1932. Ve studiu pokračoval na filozofické fakultě Karlovy univerzity v Praze, kde studoval deset semestrů latinu a francouzštinu. Dále se přesunul se studiem na filozofickou fakultu Univerzity Palackého v Olomouci, kde absolvoval osm semestrů češtiny. Složil ještě středoškolskou profesorskou zkoušku v Brně. Kromě jazykové oblasti, věnoval se psaní. K nejznámějšímu jeho dílu patří sbírka Kameny základní, která vyšla po druhé světové válce. 7. října 1968 byl jmenován na Římskokatolické Cyrilometodějské bohoslovecké fakultě v Praze se sídlem v Litoměřicích, pobočce v Olomouci lektorem s účinností od 1. října 1968 a s platností do konce roku 1970–1971. Zde vyučoval bohoslovce klasickým jazykům. Dne 23. září 1970 byl opět jmenován lektorem pro obor latiny pro akademický rok 1970–1971. Jeho působení na CMBF bylo ukončeno na konci akademického roku 1970–1971. Zemřel v roce 1993.